# 大福寺 (高崎市)
大福寺 （だいふくじ）は、群馬県高崎市にある天台宗の寺院である。山号は秀巌山。院号は瀧水院。本尊は不動明王。滝不動、または室田之滝不動と通称される。

## 歴史
正確な創建年代は不明であるが、伝承によれば、比叡山を開いた最澄（伝教大師）が東国を巡錫の折、榛名山の古寺、舟尾山寺に立ち寄ったといわれる。この時、最澄は一体の不動明王像を彫り、現在地に堂を建立し安置したとされ、これがこの寺の由来であるという。最澄が仏前に閼伽を供えようと呪文を唱えて、手にしていた法具「独鈷」を近くの岩に投げつけたところ、そこから清泉が湧きだしたといわれる。最澄曰く、「滝に沐浴すれば総じて苦悩を洗い、去りて秘境の極に至ることこの清泉に勝るものなし」と。これより、この泉を「独鈷泉」という。また、現在の本堂は享和2年（1802年）建立のものとされる。
滝の霊験は上州ほか東国近隣の人々に「室田之滝不動」として知れ渡り、特に江戸時代以降、現代にいたるまで脳病平癒を願ってくる人が絶えないという。

## 年中行事
1月28日　大般若会大護摩供　福だるま市